# دانشوری شهروندی
دانشوریِ شهروندی یا دانش شهروندی (به انگلیسی: Citizen science) پژوهش‌های علمی است که تمام یا بخشی از آن توسط دانشمندان آماتور (یا غیرحرفه‌ای) انجام می‌شود. دانشوری شهروندی گاهی با عنوان «مشارکت عمومی در پژوهش‌های علمی»، «نظارت مشارکتی» و «اقدام‌پژوهی مشارکتی» توصیف می‌شود. شهروندان دانشور (Citizen Scientist) در یکی از مهم‌ترین و پرهزینه‌ترین مراحل تولید علم، یعنی جمع‌آوری داده‌های محیطی، نقشی اثرگذار ایفا می‌کنند.

## پیشینه

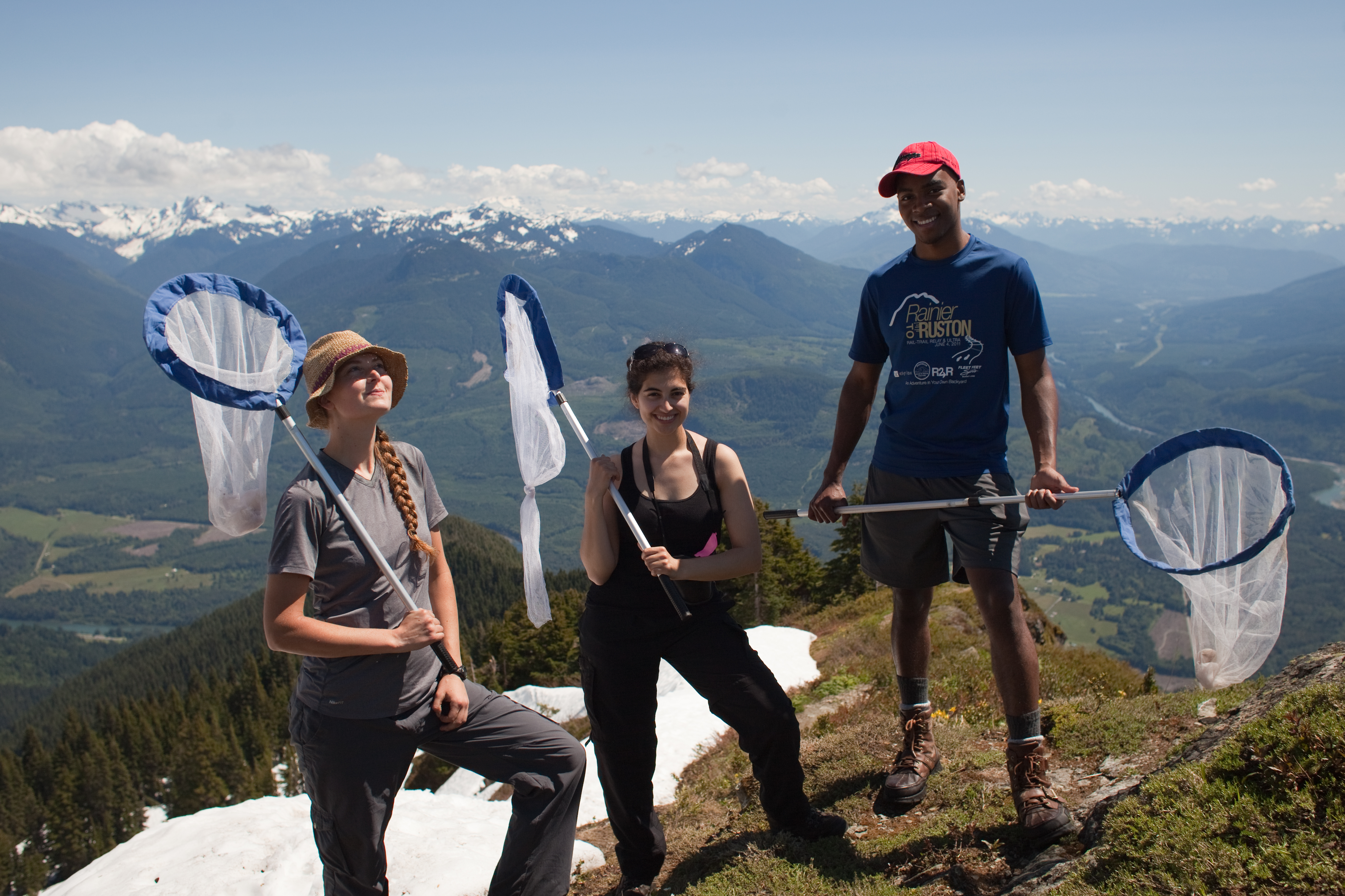
تصویری از اعضای تیم دانشوری شهروندی آبشار پروانه در کوه ساوک

پیشینه دانشوریِ شهروندی به دو سده پیش برمی‌گردد؛ زمانی که تقریباً تمامی دانشمندان برای گذران زندگی، مشاغل دیگری داشتند. بنجامین فرانکلین (۱۷۰۶–۱۷۹۰م) و چارلز داروین (۱۷۰۶–۱۷۹۰م) را می‌توان به‌عنوان دو نمونه برجسته برشمرد. اولی، مخترع، فیزیکدان و سیاستمدار آمریکایی که چاپخانه داشت؛ و دومی، زیست‌شناس و طبیعت‌شناس مشهور انگلیسی که وقتی با کشتی بیگل به سفر تحقیقاتی رفت، دستیار بی‌مواجب کاپیتان رابرت فیتزروی بود.
دانشوری شهروندی به مفهوم امروزی آن، شاید نخستین‌بار در دسامبر سال ۱۹۰۰ رخ نمود. پروژه شمارش پرندگان در کریسمس که توسط انجمن ملی آدوبان در آمریکا به اجرا گذاشته شد اولین نمونه از این دست است. فرانک چَپْمن (۱۸۶۴–۱۹۴۵)، پرنده‌شناس و از مبدعان کتاب راهنمای صحرایی، پیشنهاد داد در تعطیلات سال نو، شکارچیان به‌جای شکار پرندگان، آن‌ها را بشمارند. آن زمان ۲۷ پرنده‌نگر به این پیشنهاد پاسخ مثبت دادند. «بنیاد انگلیسی برای پرنده‌شناسی» در سال ۱۹۳۲ تأسیس شد و پرنده‌نگرهای آماتور انگلستان را تشویق کرد که در پیشبرد علم بوم‌شناسی و حفاظت از طبیعت کمک کنند. این اقدام سبب شد تا امروز شمار داده‌هایی که در شبکه ملی تنوع زیستی نگهداری می‌شوند، از ۳۱ میلیون مورد بگذرد و ۲۷ هزار گونه گیاه و جانور را شامل شود.

## وضعیت کنونی
امروزه شهروندان دانشور در پروژه‌های تغییر اقلیم، گونه‌های مهاجم، زیست‌شناسی حفاظت، بهسازی محیط، پایش کیفیت آب، جمعیت‌شناسی جانوران، بررسی وضعیت رشد گیاهان و بسیاری دیگر از فعالیت‌هایی شرکت می‌کنند که به پایش و مشاهده مستقیم در منابع طبیعی مربوط می‌شود. در این رابطه، تکنولوژی و به‌ویژه اینترنت، مهم‌ترین وظیفه را به عهده دارند؛ اما نحوه مشاهده و ثبت آن، اهمیت به‌مراتب بالاتری دارد.
امروزه هر پروژه‌ای که به داده‌های انبوه زمینی نیاز داشته باشد، بی‌تردید باید از کمک شهروندان دانشور بهره‌مند شود.
یکی از نخستین فعالیت‌ها در زمینه ثبت مشاهده جانوران، سیستمی است به نام سایبرترکر (CyberTracker). وسیله‌ای شبیه جی‌پی‌اسهای دستی که برای شکارچیان بیابان کالاهاری طراحی شد. کسانی که سواد خواندن و نوشتن ندارند، اما ردزنان توانمند و شکارچیان ماهری هستند. این سیستم توسعه پیدا کرد و در کشورهای دیگر مانند اسپانیا، آفریقای جنوبی و مغولستان نیز به‌کار گرفته شد.
دیده‌بان زمین یا «ارث‌واچ» (Earthwatch) مؤسسه‌ای است غیرانتفاعی که سالانه از داده‌های هزاران دانشور شهروند، در پروژه‌های مختلف بهره می‌برد؛ کسانی که برای تعطیلات به سفر می‌روند یا در شهرهایشان در تردد هستند، می‌توانند هم‌زمان به پروژه‌های تحقیقاتی دانشمندان یاری رسانند.
«مؤسسه ملی برای مطالعه گونه‌های مهاجم» در کلرادو آمریکا نیز برای بررسی وضعیت گونه‌های مهاجم، از داده‌های شهروندان استفاده می‌کند تا روند تغییرات و وضعیت این گونه‌های جانوری یا گیاهی را در سراسر کشور مورد ارزیابی قرار دهد.
«آی‌نچرالیست» (iNaturalist) از دیگر نمونه‌های موفق دانشوریِ شهروندی است. یک شبکه اجتماعی که برای علاقه‌مندان به طبیعت راه‌اندازی شده تا هر گونه‌ای را که می‌بینند همراه با عکس و موقعیت جغرافیایی آن، از طریق تلفن همراه خود ثبت کنند. عکس و اطلاعات مربوط به گونه‌ها که تازه‌واردان به این شبکه ارسال می‌کنند، باید از سوی متخصصان یا کسانی که پیش‌تر صلاحیتشان در شناسایی گونه‌ها اثبات شده است، تأیید شود. این روش به جمع‌آوری همگانی داده‌ها (crowdsourcing data) معروف است.
در مقیاسی کوچک‌تر، در حومه تورنتو در کانادا نیز در سال ۲۰۱۶، پروژه‌ای با کمک شهروندان و عموماً دانش‌آموزان آغاز شد تا میزان تصادفات جاده‌ای لاک‌پشت، قورباغه، پستانداران، مارها و پرندگان در یک منطقه ثبت و ضبط شود. برای این کار، نخست ۲۲ داوطلب انتخاب شدند و مورد آموزش قرار گرفتند تا گونه‌ها را از هم تشخیص دهند و بتوانند با اپلیکیشنی که برای همین منظور طراحی شده بود، کار کنند. تبلتی به هر یک از این داوطلبان داده شد تا دو روز در هفته بین ساعت ۹ صبح تا ۱۲ ظهر، جانوران مرده را در یک کیلومتر و ۳۰۰ متر از چهار جاده نزدیک به هم، ثبت کنند. این داوطلبان بیش از ۶۰۰ مورد تصادف جانوران با خودرو را ثبت کردند. بالاترین میزان تصادف به قورباغه و کمترین آن به مار اختصاص داشت.

### در ایران
برای نخستین بار در ایران دسته‌هایی کم‌تعداد، به همراه یک محیط‌بان در نیمه نخست دهه ۸۰ شمسی راهی بیابان می‌شوند. این شاید نخستین‌باری بود که تعدادی از تشکل‌های زیست‌محیطی داوطلبانه به یاری سازمان محیط‌زیست آمده‌اند. وظیفه‌شان، آماربرداری از طعمه‌های یوزپلنگ بود. دوربین شکاری بر گردن و کوله‌پشتی بر دوش، از سپیده‌دم تا اندکی بعد از طلوع، هر جانوری که می‌بینند را ثبت کردند. پیش از این که پا به بیابان بگذارند، آموزش دیدند که کجا بروند، چگونه منتظر بمانند و چه چیزهایی را ثبت کنند.
پس از این تجربه بود که چندبار دیگر نیز از تشکل‌های زیست‌محیطی کمک‌هایی مشابه گرفته شد. همچنین در پژوهش مربوط به بارندگی در ایران، بازدیدهای کاربران گوشی‌های همراه، مورد استفاده قرار گرفت؛ اما هنوز روش‌هایی که در آفریقا یا مغولستان برای جمع‌آوری داده‌های محیطی و حیات‌وحش از طریق شهروندان دانشور متداول است در ایران رواج نیافته است.